# Let's Go Luna!
Let's Go Luna! is een Canadees-Amerikaanse animatieserie geproduceerd door Brown Bag Films en 9 Story Media Group. De serie is gedistribueerd door PBS Kids, en gemaakt door Joe Murray.

## Verhaal
Let's Go Luna! speelt zich af in een wereld vol antropomorfe dieren en richt zich op drie kinderen - Leo, een wombat uit Australië, Andy, een kikker uit de Verenigde Staten en Carmen, een vlinder uit Mexico - die de wereld rondreizen met de reisprestaties van hun ouders gezelschap "Circo Fabuloso." Langs hun haltes komt Luna de Maan, afgebeeld met een lengte van ongeveer 1,5 meter hoog met armen, benen en een gezicht, en draagt een strooien hoed en rode laarzen en komt af en toe naar de aarde om hen te leren over lokale talen, muziek, eten, en andere gebruiken. Twee afleveringen van een half uur, bestaande uit elk twee segmenten en vier in totaal, vinden plaats in één land waar de bende stopt, leert over en ontmoet vrienden over de hele wereld. Met een team van culturele antropologen aan boord, Let's Go Luna! is "nauwgezet onderzocht om ervoor te zorgen dat steden en regio's authentiek en respectvol worden afgebeeld."